# 17069 Adyantshankar
A 17069 Adyantshankar (ideiglenes jelöléssel (17069) 1999 GD20) a Naprendszer kisbolygóövében található aszteroida. A LINEAR projekt keretében fedezték fel 1999. április 15-én.